# Silbersee (Stuhr)
Der Silbersee ist ein Baggersee in der Gemeinde Stuhr im Landkreis Diepholz. Der See, der in den 1960er Jahren beim Bau der Bundesautobahn 1 entstanden ist, liegt südlich von Moordeich und westlich von Brinkum direkt an der Autobahn. Der See, welcher als Badesee genutzt wird, ist größtenteils von Gehölzen umgeben. Im Süden und Westen befinden sich Campingplätze. Im Norden des Sees befinden sich zwei Strandbereiche. Hier befinden sich auch sanitäre Anlage und ein Imbiss.
Die Deutsche Lebens-Rettungs-Gesellschaft beaufsichtigt seit 1971 in der Saison den Badebetrieb am Silbersee. Seit Mitte der 1990er-Jahre findet im Sommer der Silbersee-Triathlon am Silbersee statt.
Anfang des 21. Jahrhunderts traten wiederholt Probleme mit Blaualgen im Silbersee auf. Der See wurde daher 2006 mit einem Granulat saniert, welches Phosphat binden soll. Nachdem erneut Blaualgen aufgetreten waren, wurde die Behandlung 2009 2012 und 2017 wiederholt.